# Glinianki Włościańskie
Glinianki Włościańskie, także: Stawy przy ul. Włościańskiej, Glinianka Włościańska, Staw Sady – dwa stawy w Warszawie, w dzielnicy Żoliborz.

## Położenie i charakterystyka
Stawy leżą po lewej stronie Wisły, w stołecznej dzielnicy Żoliborz, na obszarze MSI Sady Żoliborskie, niedaleko ulic Stanisława Tołwińskiego i Włościańskiej, na terenie fortu Buraków, w otoczeniu niewielkich wzniesień. Znajdują się na obszarze bezpośredniej zlewni Wisły.
Obiekt składa się z dwóch stawów. Zgodnie z ustaleniami w ramach „Programu Ochrony Środowiska dla m. st. Warszawy na lata 2009–2012 z uwzględnieniem perspektywy do 2016 r.” położone są na wysoczyźnie, a ich powierzchnia wynosi 0,2829 oraz 0,1159 ha, łącznie 0,3988 ha. Według numerycznego modelu terenu udostępnionego przez Geoportal lustro wód znajdują się na wysokości ok. 99,5 m n.p.m. Identyfikatory MPHP to 2114815 i 2114816. Stawy zasilane są w wodę w sposób sztuczny.
Są gliniankami, powstały w wyniku zalania wodą wyeksploatowanego wyrobiska iłów zaopatrującego w surowiec cegielnie. Nad ich brzegami rosną wierzby oraz kasztanowce.
Glinianki oraz otaczający je teren od 2013 roku znajduje się w gminnej ewidencji zabytków m.st. Warszawy (ID: ZOL22054) jako fortyfikacja pn. Dzieło flankujące pośrednie Buraków.

## Galeria
| - Mniejszy ze stawów, widok od południa |